# Zuglói SE
Zuglói Sport Egyesület là một câu lạc bộ bóng đá Hungary có trụ sở tại Zugló, Budapest.

## Lịch sử
Zuglói Sport Egyesület ra mắt trong mùa giải 1938–39 của Giải bóng đá vô địch quốc gia Hungary và xếp thứ hạng 9 chung cuộc.

## Đổi tên
- 1921–1923: Zuglói Nemzeti Torna Egylet
- 1923: sáp nhập với Zuglói Testvériség Futball Club
- 1923–1939: Zuglói Sport Egyesület
- 1939: sáp nhập với Danuvia SE
- 1939–1952: Zuglói Danuvia SE
- 1948: sáp nhập với XIV. ker. MaDISz
- 1952–1953: Vasas Torpedo
- 1953–1956: Vasas Danuvia
- 1956–?: Zuglói Danuvia SE
- 1978: sáp nhập vào BVG Zuglói SC